# Dance for Me (singolo Mary J. Blige)
Dance For Me è un brano R&B della cantante statunitense Mary J. Blige, scritto dall'interprete con Bruce Miller e Lonnie Lynn, e prodotto da Dame Grease. Il pezzo, che presenta una partecipazione del rapper Common, è stato pubblicato come secondo singolo tratto dal quinto album della cantante, No More Drama, esclusivamente per il mercato europeo.

## Composizione e testo
La versione originale del pezzo figurava la partecipazione rap di Ahkim; poi per il singolo è stato contattato Common, che ha riscritto le proprie strofe; questa versione è apparsa nella riedizione di No More Drama. Il produttore Dame Grease ha composto il beat della canzone utilizzando un campionamento di The Bed's Too Big Without You dei Police, scritta da Sting. Il messaggio lanciato dalla canzone ripropone in parte quello di Family Affair. La cantante nel brano consiglia di accantonare problemi e preoccupazioni per una sera e di buttarsi in pista a ballare. Inoltre consiglia di non avere fretta e non bere troppo perché si ha tutta la notte davanti.

## Video
Il videoclip del singolo è stato diretto da Urban Ström ed è completamente ambientato in un negozio di elettrodomestici. All'inizio viene mostrato il negozio, privo di un'adeguata illuminazione, con il commesso seduto dietro il bancone che legge annoiato il giornale e la canzone Family Affair in sottofondo; dietro l'uomo è visibile un poster di Mary J. Blige raffigurante uno scatto promozionale per l'album No More Drama. Quando un gruppetto di ragazzi entra nel negozio, improvvisamente tutti i televisori presenti sugli scaffali si accendono e iniziano a trasmettere immagini della cantante e di Common che eseguono il brano su sfondi colorati psichedelici, contemporaneamente a scene di break dance e di giovani che si scatenano seguendo il ritmo del pezzo. Il video termina con l'acquisto di un televisore che continua a trasmettere le immagini in questione, e contemporaneamente all'uscita dei ragazzi dal negozio tutti gli altri televisori cessano di mandare in onda le immagini. 
Il look della cantante è sexy e aggressivo, continuando sulla scia del precedente video Family Affair: Mary J. indossa una camicetta rossa e dei jeans chiari molto attillati infilati in due lunghi stivali neri; sfoggia inoltre un caschetto biondo e un cappello grigio.
La casa discografica ha pubblicato un'altra versione del video, in cui l'audio della versione originale è stato sostituito con quello del Plutonium Remix (presente nella riedizione dell'album).

## Ricezione
Il singolo è stato scelto come secondo singolo tratto da No More Drama solo per il mercato europeo, visto che la casa discografica ha puntato sulla title track per il resto del mondo. La canzone non è stata capace di ripetere il grande successo ottenuto dal primo singolo, Family Affair, ma è stata l'ottavo singolo della cantante ad entrare nella top20 britannica arrivando fino al numero 13. Anche in Danimarca è entrato in top20, fermandosi però alla posizione numero 19. Nel Belgio francese è arrivato al numero 36, diventando il secondo singolo di Blige ad entrare nella top40. Nei Paesi Bassi invece è arrivato alla posizione numero 29, passando quattro settimane in classifica.
Il singolo è entrato in molte altre classifiche europee, senza mai raggiungere posizioni alte.

## Classifiche
| Classifica (2001) | Posizione |
| ----------------- | --------- |
| Belgio (Flemish)  | 48        |
| Belgio (Wallonia) | 36        |
| Germania          | 82        |
| Paesi Bassi       | 29        |
| Svezia            | 44        |
| Svizzera          | 50        |
| Regno Unito       | 13        |
| Danimarca         | 19        |
| Francia           | 82        |

## Tracce
CD 01
1. Dance For Me (Featuring Common) (New Album Version)
2. Dance For Me (Featuring Common) (Plutonium Radio Edit)
3. Dance For Me (C-Swing Remix)

CD 02
1. Dance For Me (Featuring Common) (Radio Edit)
2. Dance For Me (Sunship Vocal Mix)
3. Dance For Me (Sunship Dub Mix)